# 板倉勝氐
板倉 勝氐（いたくら かつもと）は、江戸時代後期の大名。備中国庭瀬藩の第6代藩主。官位は従五下・主水佑、織部正。重宣系板倉家7代。

## 略歴
第5代藩主・板倉勝喜の3男として誕生。幼名は輝之進。

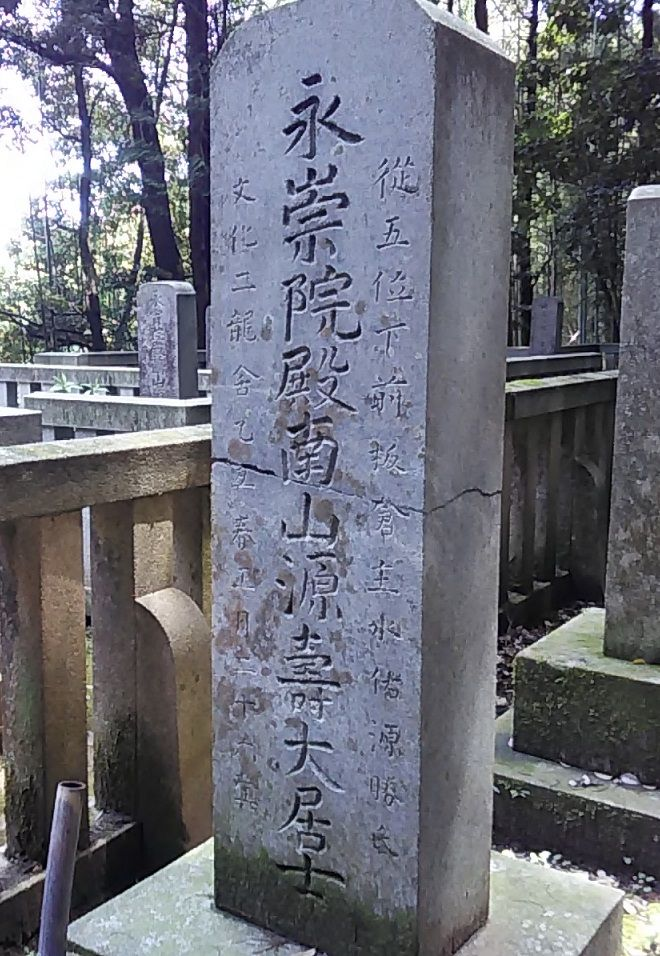
板倉勝氐の墓(西尾市・長圓寺)

兄の勝並と勝豊が病弱だったため世子となり、享和3年（1803年）11月7日に父の隠居により跡を継いだ。しかし、2年後の文化2年（1805年）12月8日に18歳で早世し、跡を弟の勝資が継いだ。法号は永崇院殿南山源寿大居士。墓所は愛知県西尾市貝吹町の長圓寺。